# Босендорф
Босендорф (фр. Bossendorf) насеље је и општина у источној Француској у региону Алзас, у департману Доња Рајна која припада префектури Стразбур Кампањ.
По подацима из 2011. године у општини је живело 367 становника, а густина насељености је износила 92,21 становника/km². Општина се простире на површини од 3,98 km². Налази се на средњој надморској висини од 175 метара (максималној 230 m, а минималној 158 m).

## Демографија
| 1962. | 1968. | 1975. | 1982. | 1990. | 1999. | 2011. |
| ----- | ----- | ----- | ----- | ----- | ----- | ----- |
| 210   | 213   | 234   | 258   | 258   | 279   | 367   |

График промене броја становника у току последњих година